# Beati i costruttori di pace
Beati i costruttori di pace è un'associazione nazionale di volontariato fondata a Padova nel 1985 dal prete diocesano Albino Bizzotto.
L'associazione ha come obiettivo la sensibilizzazione della società moderna circa la necessità del disarmo ed il rifiuto della guerra vista come una nuova e più moderna forma di imperialismo.
Fra gli attivisti e fondatori di Beati i costruttori di pace vi è anche il padre comboniano Alessandro Zanotelli punto di riferimento del movimento New-global e della Rete Lilliput oltre alla partecipazione alle manifestazioni contro il G8 di Genova del 2001.
Negli anni, infatti, si è resa protagonista di svariate iniziative e campagne su temi politicamente molto dibattuti tra cui l'organizzazione di due marce della pace per Sarajevo durante la Guerra dei Balcani e l'adesione nel 2009 al movimento No Dal Molin di Vicenza.

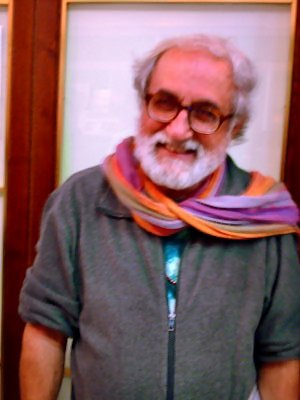
Il padre comboniano Alessandro Zanotelli leader de i Beati i costruttori di pace.